# Hahnia pinicola
Hahnia pinicola là một loài nhện trong họ Hahniidae.
Loài này thuộc chi Hahnia. Hahnia pinicola được miêu tả năm 1978 bởi Arita.